# Перший пам'ятник на згадку про битву 1709 року (Полтава)

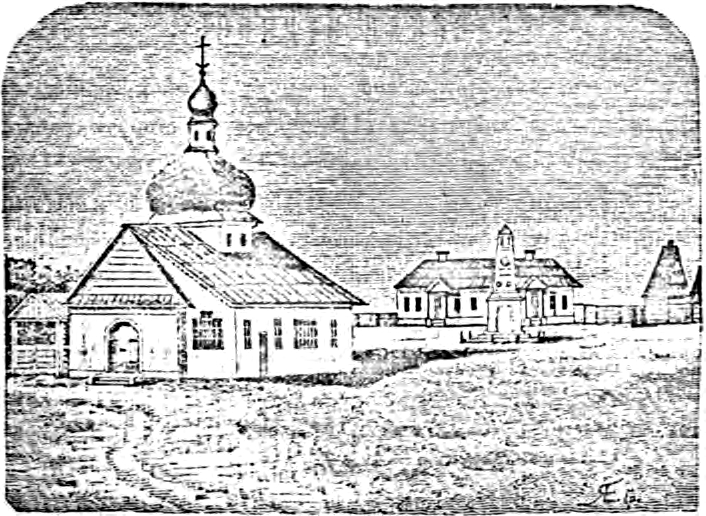
Спаська церква раніше 1830 року. Праворуч — пам'ятник. Малюнок із книги Василя Бучневича

Перший пам'ятник на згадку про битву 1709 року — монумент, що був зведений у Полтаві 1778 року коштом бургомістра полтавського магістрату Павла Яковича Руденка в пам'ять звільнення його батька із шведського полону під час Північної війни.
Пам'ятник знаходився на площі, що прилягала до Спаської церкви. У 1773—1775 роках поруч, на місці старої дерев'яної, була споруджена нова Воскресенська церква, мурована тепла. Зводилася вона за ініціативи та коштом бунчукового товариша Полтавського полку того ж Павла Руденка.
| По катастрофі 1709 року Полтава — як раз в силу своєї провінціальности — дуже скоро не тільки замирюється з російським режимом, а навіть пишається своєю славою, славою міста перемоги Росії і смерти української незалежности, славою, що так досадно в'яжеться з нею в затасканній римі поетів. Через яких 60—70 років по Полтавському бойовищі, в Полтаві підноситься перший пам'ятник Петрові старанням і коштом запорожця П. Руденка, саме в той час, як Запоріжжя доспівує свою лебедину пісню [2]. |

## Опис пам'ятника та його історія

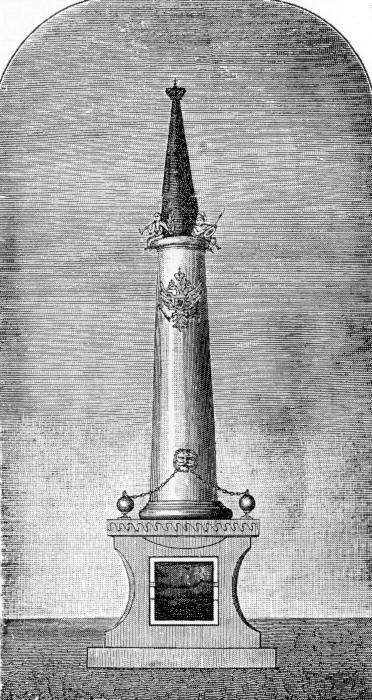
Малюнок пам'ятника із книги Івана Павловського

Пам'ятник являв собою поштукатурений кам'яний (цегляний) стовп з верхівкою пірамідальної форми, пофарбований у зелений колір. На верхівці стовпа було закріплене велике позолочене яблуко. За свідченням очевидця, біля підніжжя стояли чотири гіпсові статуї юнаків у римському одязі у людський зріст. У п'єдестал пам'ятника була вмонтована мідна дошка з зображенням сцени Полтавського бойовища. Фундамент пам'ятника був мурований з гранітного каменю.
Дошка була виготовлена з товстого листа міді, що мав розміри рос. «въ 2 аршина въ квадратѣ», і вставлена у дубову раму, вкриту масляним лаком. На ній грубими штрихами було зображено досить ясний вид Полтави, лагерів російського і шведського, редути та й сам бій.
На дошці був напис:
|  | Полтавського бойовища являє вигляд цей метал, Як в день Сампсонів Карл, уражений Петром упав; Цим Бог зробив з небес початок російської слави... Руденко громадянин старанніший Полтави, Котрого батько в цій самій битві був І волю через Петра з полону отримав — На подяку Всевишньому Сіону, Улаштував кам'яний священний храм Сампсону; На подяку ж за Петрові справи, прийдешніх в пам'ять днів, Посеред стін вітчизни поставив образ цей. Оригінальний текст (рос. дореф.) [Полтавской брани видъ являетъ сей металлъ, Как в день Сампсоновъ Карлъ, сраженъ Петромъ низпалъ; Симъ сдѣлалъ Богъ съ небесъ начало росской славы… Руденко гражданинъ усерднѣйшій Полтавы, Котораго отецъ в сей самой битвѣ былъ И вольность чрезъ Петра изъ плѣна получилъ — Въ благодареніе Всевышнему Сіону, Устроилъ каменный священный храмъ Сампсону; Въ хвалу-жъ Петровыхъ дѣлъ, грядущихъ въ память дней, Средь стѣнъ отечества поставилъ образъ сей.] Помилка: {{Lang}}: невпізнаний код мови: ru-dor (допомога) |

Далі йшов напис: «У літо 69-те від перемоги під Полтавою; від створення світу 7286 року; від Різдва Христового 1778 року. У щасливе й славне царювання Катерини Олексіївни Другої, Імператриці й Самодержиці Всеросійської». За ним: «Напис склав пан Рубан, надвірний радник у С.-Петербурзі. Мальована й гравірована під наглядом Імпер. Акад. Н. грав. Патрикія Балабіна». Під різними групами картини на дошці були виставлені великі літери, з виносками на боках картини, що вони означають: «Пояснення літер: A. Місто Полтава; B. Хрестовоздвиженський монастир; C. Село Семенівка; D. Государ Петро Великий; E. Російська армія; F. Російський табір; G. Король шведський Карл XII; H. Шведська армія; I. Шведські батареї; K. Бойовище обох армій, червня 27 дня 1709 року, у день превелебного Сампсона Прочанолюбця, котрого образ забражений тут, молящийся Іісусу Христу про дарування з небес перемоги, що й сталося на щастя Росії».

Під всією картиною, у хмарах, зображений був святий угодник Сампсон, що молився Спасителю.
На той час пам'ятник був єдиною прикрасою невеликого міста Полтави. Павло Сумароков 1802 року назвав його «єдиним у тутешніх місцях трофеєм». Князь Долгорукий І. М. після подорожі 1810 року писав: «… оскільки місто є славним (по історичних спогадах), остільки ж зле воно виглядає зовні. Баталії можуть уславити місце, надати йому бучної слави в дієписах, та зробити місто красивим, славнозвісним може одна торгівля, а якій же їй бути тут? Єдиною окрасою Полтави є пам'ятник на честь Полтавського бойовища, споруджений Руденком»
Пізніше яблуко на верхівці пам'ятника була замінене короною.
Пам'ятник був розібраний 1811 року. За однією версією, це сталося, коли два зображення на дошці були пошкоджені одним божевільним. Але Іван Павловський, посилаючись на архівні відомості, вказував, що пам'ятник був зруйнований з дозволу генерал-губернатора князя Якова Лобанова-Ростовського на прохання Л. Марченка, що згідно заповіту свого батька Івана Марченка мав будувати на тому місці дзвіницю Воскресенської церкви.
Гравюра на мідній дошці деякий час зберігалася у поліційній частині, а після 1812 року її перенесли до Воскресенської церкви. Спочатку вона була прибита до стіни біля правого кліроса, 1885 року — до самого кліроса, а 1898 року — над дверима на вході до храму. 1909 року її перенесли до відкритого Музею Полтавської битви. У 1920 роках — до Полтавського краєзнавчого музею. Після 1950 року дошка експонується у Музеї історії Полтавської битви.